# 伊勢號護衛艦

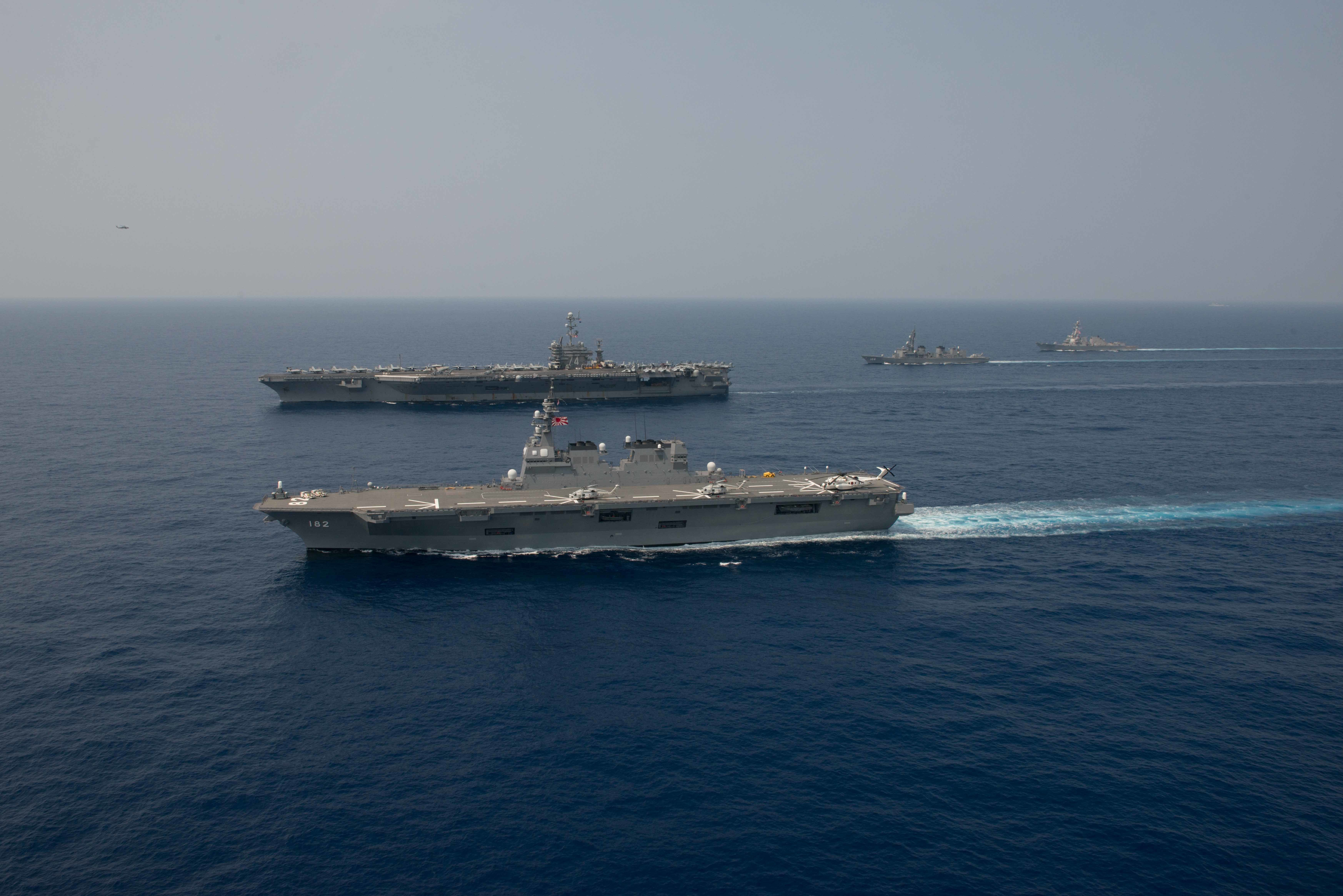
伊勢號護衛艦（前景）、约翰·C·斯坦尼斯号航空母舰（遠景)

伊勢號護衛艦（日语：いせ，羅馬字/英文：JS Ise, DDH-182）是日本海上自衛隊第六艘直升機護衛艦，也是日向級護衛艦的二號艦。伊勢號的艦名繼承於大日本帝國海軍的伊勢級戰列艦一號艦「伊勢」，而其名稱又源自於令制國制度時代的伊勢國（範圍約與今日的三重縣相當）。

## 艦艇歷史
伊勢號是根據日本防衛省2006年發表的《中期防衛力整備計劃》預定生產的13,500噸位級別、搭載直升機的護衛艦第2320號艦，由IHI海洋聯合橫濱工廠負責建造。2008年5月30日始動工，2009年8月21日下水。伊勢號下水儀式當天，防衛省政務官岸信夫在儀式上正式宣布將新艦艇命名為「伊勢號」。伊勢號在2011年3月16日開始服役。
伊勢號現編屬海上自衛隊的護衛艦隊中第4護衛隊群第4護衛隊，常駐港為海上自衛隊位於吳市的吳基地。
伊勢號曾於2013年11月到菲律賓莱特岛參加颱風海燕災後救援工作，並搭載自衛隊醫療支援隊。

### 歴代艦長
| 任       | 姓名     | 在任期間                      | 出身軍校、期別   | 前職               | 後職                   | 註備     |
| 舾裝員長 | 舾裝員長 | 舾裝員長                      | 舾裝員長         | 舾裝員長           | 舾裝員長               | 舾裝員長 |
| -------- | -------- | ----------------------------- | ---------------- | ------------------ | ---------------------- | -------- |
|          | 星山良一 | 2009年8月21日 - 2011年3月16日 | 防衛大学校第26期 | 開發對群司令部     | 伊勢艦艦長             |          |
| 艦長     |          |                               |                  |                    |                        |          |
| 1        | 星山良一 | 2011年3月16日 - 2012年7月31日 | 防衛大学校第26期 | 伊勢艦舾裝員長     | 吳海上訓練指導隊司令   |          |
| 2        | 梅崎時彦 | 2012年8月1日 - 2014年2月20日  | 防衛大学校第29期 | 吳地方總監部監察官 | 大湊海上訓練指導隊司令 |          |
| 3        | 藤原秀幸 | 2014年2月21日 - 2015年8月2日  | 防衛大学校第33期 | 白根號艦長         | 佐世保地方總監部防衛部 |          |
| 4        | 髙田昌樹 | 2015年8月3日 -                | 防衛大学校第29期 | 余市防備隊司令     |                        |          |

## 外部連結
- 海上自衛隊（页面存档备份，存于） - ギャラリー：ひゅうが型（页面存档备份，存于）